# Кринга
Кринга је насељено место у саставу општине Тињан у Истарској жупанији, Хрватска. До територијалне реорганизације у Хрватској налазила се у саставу старе општине Пазин.

## Становништво
На попису становништва 2011. године, Кринга је имала 315 становника.

## Попис1991.
На попису становништва 1991. године, насељено место Кринга је имало 359 становника, следећег националног састава:
| Попис 1991.‍  | Попис 1991.‍  | Попис 1991.‍ | Попис 1991.‍ | Попис 1991.‍ |
| ------------ | ------------ | ----------- | ----------- | ----------- |
|              |              |             |             |             |
| Хрвати       | Хрвати       |             | 280         | 77,99%      |
| Италијани    | Италијани    |             | 2           | 0,55%       |
| Срби         | Срби         |             | 2           | 0,55%       |
| регион. опр. | регион. опр. |             | 75          | 20,89%      |
| укупно: 359  |              |             |             |             |